# Adelophryne pachydactyla
Adelophryne pachydactyla é uma espécie de anfíbio da família Eleutherodactylidae. Endêmica do Brasil, pode ser encontradana região costeira do centro-sul do estado da Bahia. Alguns espécimes inicialmente identificados como A. pachydactyla foram posteriormente identificados como uma nova espécie, Adelophryne mucronatus; as duas espécies podem ocorrer na simpatria. O descritor específico pachydactyla é derivado do grego pachys (=grosso) e daktylos (=dedo), referindo-se aos dedos grossos, curtos e inchados desta rã.

## Descrição
Adelophryne pachydactyla foi descrita com base em um único espécime, o holótipo. É um macho adulto medindo 11 mm (0,4 pol) de comprimento entre o focinho e a cloaca e com um saco vocal subgular. A cabeça é ligeiramente mais longa do que larga. O focinho é arredondado. O anel timpânico está incompleto, obscurecido por pele em suas partes superiores. Não há prega supratimpânica e o canto rostral é indistinto. Os membros são relativamente curtos. Os dedos são curtos e apresentam almofadas subdigitais inchadas, mas sem discos. Os dedos dos pés têm pequenos discos e nenhuma membrana. O corpo é castanho-escuro com manchas cinzentas dorsalmente e pretas na parte inferior. A íris é avermelhada.

## Habitat e conservação
Pouco se sabe sobre esta espécie; o holótipo foi coletado à noite em uma fazenda de cacau sob cacaueiros, bananas e algumas árvores de sombra maiores, encontradas no solo na serapilheira perto de um pequeno riacho. Em outro local, foram coletados em bromélias terrestres em uma floresta. Os registros ocorreram em altitudes inferiores a 800 m (2 600 pé).
A provável ameaça a esta espécie é a perda de habitat causada pela agricultura, plantações de madeira, coleta de bromélias e exploração madeireira. Ocorre na Reserva do Patrimônio Natural da Serra do Jequitibá.